# مالیوود
مالیوود (به انگلیسی: Mollywood) نام فیلمی است در ژانر مهیج محصول ۲۰۱۹ آمریکا. کارگردان فیلم مراکو وون و سناریست آن کن هوید می‌باشد. لزلی لوپز، مایکل برکستن، کانر براون و بیلی دک در این فیلم به ایفای نقش پرداخته‌اند.

## داستان
تکه‌تکه شدن تعدادی جوان در یک کلوب به نام مالیوود طی دو سال در موعدی مشخص توجه پلیس را جلب کرده است. قاتل سریالی مزبور مردی است که به عنوان یک سازنده و فروشندهٔ مواد مخدر به جوانان نزدیک می‌شود و با تصور رستگار کردنشان، آنان را به قربانگاه روانه می‌کند.